# Osteolepis
Osteolepis – rodzaj niewielkiej ryby mięśniopłetwej z podgromady Tetrapodomorpha. Osiągała ona długość około 20 cm i była pokryta dużymi, kwadratowymi łuskami. Żyła w środkowym dewonie (eifel) na terenie dzisiejszej Europy – jej skamieniałości znane są ze znalezisk z terenu Szkocji. Właśnie ryby takie jak Osteolepis są uważane za przodków lądowych kręgowców.

## Filogeneza
Kladogram mięśniopłetwych z zaznaczeniem pozycji Osteolepis
```
Sarcopterygii

  |--+--
Onychodontiformes

  |  `--
Actinistia

  `--
Rhipidistia

     |--
Dipnomorpha

     `--+--
Rhizodontiformes

        `--
Osteolepiformes

           |--
Osteolepididae

           |   `--
Osteolepis

           `--+--
Megalichthyidae

              `--+--
Canowindridae

                 `--+--
Tristichopteridae

                    `--
Elpistostegalia

                       |--
Panderichthys

                       `--
Tetrapoda
```

## Gatunki
- Osteolepis arenatus
- Osteolepis brevis
- Osteolepis macrolepidotus
- Osteolepis major
- Osteolepis microlepidotus
- Osteolepis panderi